# Anthony G. Brown
Anthony G. Brown, född 21 november 1961 i Huntington, New York, är en amerikansk demokratisk politiker. Han var viceguvernör i delstaten Maryland 2007–2015.
Brown föddes i en invandrarfamilj med en far från Jamaica och en mor från Schweiz. Han gick i skola i Huntington High School i Huntington, New York.
Brown avlade sin juristexamen vid Harvard Law School. Han deltog i Irakkriget i USA:s armé.
Brown efterträdde 2007 Michael Steele som viceguvernör i Maryland.
Brown besegrades av republikanen Larry Hogan i guvernörsvalet i Maryland 2014.